# Saint-Christophe-sur-Condé
Saint-Christophe-sur-Condé är en kommun i departementet Eure i regionen Normandie i norra Frankrike. Kommunen ligger i kantonen Saint-Georges-du-Vièvre som tillhör arrondissementet Bernay. År 2022 hade Saint-Christophe-sur-Condé 429 invånare.

## Befolkningsutveckling
Antalet invånare i kommunen Saint-Christophe-sur-Condé
Referens:INSEE